# Лешено де ла Тур, Жан Батист
Жан Батист Лешено де ла Тур (фр. Jean Baptiste Leschenault de la Tour или фр. Jean Baptiste Louis Claude Théodore Leschenault de la Tour; 13 ноября 1773, Шалон-сюр-Сон — 14 марта 1826, Париж) — французский ботаник и орнитолог.

## Биография
Жан Батист Лешено де ла Тур родился в городе Шалон-сюр-Сон 13 ноября 1773 года. Был главным ботаником в научной экспедиции Николя-Тома Бодена в Австралии с 1800 по 1803 год. В 1801 и 1802 году собрал большое количество видов. В июле 1807 года прибыл во Францию с большой коллекцией растений и птиц. Жан Батист Лешено де ла Тур умер в Париже 14 марта 1826 года.

## Научная деятельность
Жан Батист Лешено де ла Тур специализировался на семенных растениях.